# Tilda-Gelbschulterfledermaus

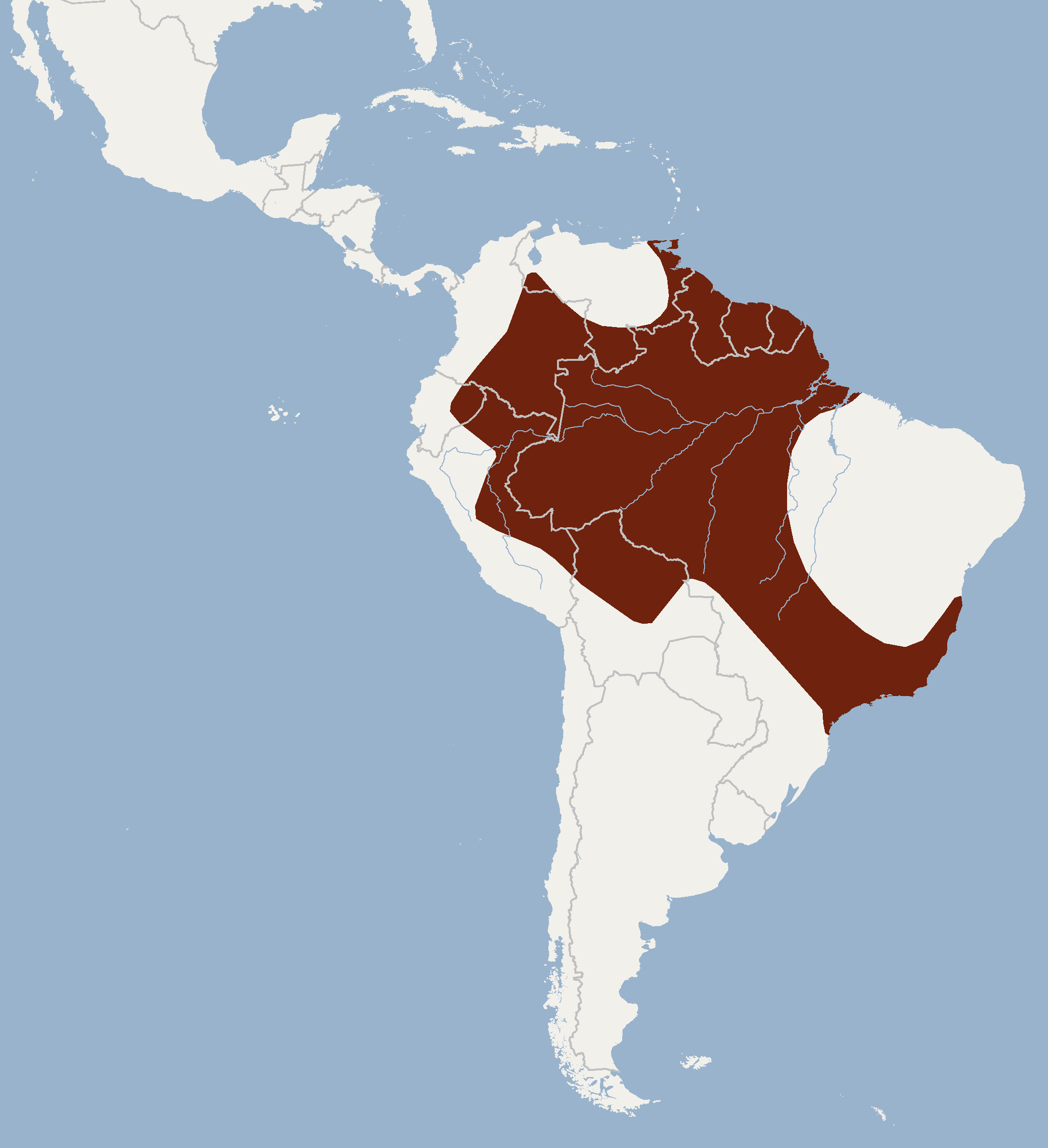
Skizze des Verbreitungsgebiets, jedoch erreicht die Art laut IUCN das nördliche Venezuela und den gesamten Osten Brasiliens

Die Tilda-Gelbschulterfledermaus (Sturnira tildae) ist ein im nördlichen Südamerika verbreitetes Fledertier in der Familie der Blattnasen. Eine anfänglich angenommene Gleichsetzung mit der Luis-Gelbschulterfledermaus (Sturnira luisi) hat sich nicht bestätigt.

## Merkmale
Mit einer Länge von 66 bis 70 mm und einem Gewicht von 23 bis 30 g ist diese schwanzlose Art ein mittelgroßer Vertreter ihrer Gattung. Die Unterarme sind 43 bis 55 mm lang, die Länge der Hinterfüße liegt bei 15 bis 17 mm und die Ohren erreichen 19 bis 21 mm Länge. Die etwa 5 mm langen Haare der Oberseite sind an den Wurzeln weißlich, danach dunkelbraun, im dritten Abschnitt hellbraun und an den Spitzen dunkel ockerfarben (Männchen) oder rotbraun (Weibchen). So ergibt sich ein ockerfarbenes Fell, das deutlich dunkler als die Unterseite ist. An den Schultern sind Drüsen vorhanden, deren Sekrete dem Fell die namensgebende gelbe Färbung gibt. Bei der Tilda-Gelbschulterfledermaus ist die Schwanzflughaut ein unscheinbarer schmaler Streifen mit einem Haarsaum. Typisch sind breite innere Schneidezähne im Oberkiefer mit einer welligen Oberkante. Zusätzlich besitzen die ersten beiden Molaren im Unterkiefer Strukturen, die keine weitere Gelbschulterfledermaus vorweist.

## Verbreitung
Diese Fledermaus ist vom Amazonasbecken nördlich bis an das Karibische Meer in Venezuela und Trinidad, westlich bis in den Osten von Kolumbien, Ecuador und Peru, südlich bis ins nördliche Bolivien und zum Bundesstaat Paraná in Brasilien sowie östlich bis zum Atlantik verbreitet. Sie lebt im Flachland und wird in höheren Lagen von der Hochland-Gelbschulterfledermaus (Sturnira ludovici) ersetzt. Die Exemplare halten sich in feuchten immergrünen Wäldern auf und bevorzugen ursprüngliche Wälder.

## Lebensweise
Die nachtaktive Tilda-Gelbschulterfledermaus fliegt meist durch Öffnungen des Unterwuchses und seltener um die Kronen der Bäume. Sie teilt ihr Revier mit der Brillenblattnase, dem Kleinen Zwergfruchtvampir oder dem Dunklen Fruchtvampir. Die Nahrung besteht hauptsächlich aus Früchten der Gattungen Nachtschatten und Pfeffer. Funde von trächtigen Weibchen, Weibchen mit aktiven Milchdrüsen, paarungsbereiten Männchen und Jungtieren in verschiedenen Monaten und Regionen lassen keine eindeutige Bestimmung der Paarungszeit zu.

## Gefährdung
Gebietsweise wirken sich Waldrodungen negativ aus. Der Gesamtbestand wird als stabil eingeschätzt. Deswegen ist die Art bei der IUCN als nicht gefährdet (least concern) gelistet.